# Ressonador

Una ona estacionària a una cavitat ressonant de forma rectangular.

Un ressonador és qualsevol dispositiu o sistema que és capaç d'entrar en ressonància o que té la capacitat de comportar-se de manera ressonant, això vol dir que oscil·la a unes determinades freqüències amb una amplitud més gran que a les altres. Però habitualment el terme s'utilitza per referir-se als objectes físics que oscil·len a una determinada freqüència a causa que les seves dimensions són una integral múltiple de la longitud d'ona a aquelles freqüències. Les oscil·lacions u ones a un ressonador poder ser electromagnètiques o mecàniques. Els ressonadors s'utilitzen tant per generar ones de freqüències determinades o per seleccionar freqüències específiques d'un senyal. Els instruments musicals utilitzen ressonadors acústics que produeixen ones sonores de tons específics.
Una cavitat ressonant és un ressonador electromagnètic, és un dispositiu format per un cert espai limitat per superfícies (dielèctriques, que utilitza la ressonància per seleccionar determinades freqüències del conjunt d'ones electromagnètiques que el travessen. Les cavitats ressonants acústiques en què es produeixen els sons per l'aire que vibra a una cavitat amb una obertura acostumen a rebre el nom de ressonadors de Helmholtz.

## Ressonador electromagnètic
Un ressonador de paràmetres distribuïts d'un circuit tipus té capacitància, inductància i resistència que no poden aïllades en un conjunt de condensadors, inductors i resistors. El factor temporal de propagació de l'energia de l'ona al circuit és apreciable. Els ressonadors poden ser de tipus dielèctric o magnètic. Un conductor buit que utilitza la ressonància per amplificar una ona electromagnètica rep el nom de cavitat ressonant. En el context dels components electrònics, un ressonador pot referir-se a un ressonador ceràmic, un component que s'utilitza per produir una oscil·lació a una freqüència específica, la seva utilització principal és la de senyal de rellotge per als circuits digitals. Una bobina d'una sola capa o solenoide que s'utilitza com a bobinat secundari o terciari d'una bobina de Tesla també rep el nom de ressonador.

### Cavitats ressonants
La cavitat presenta una superfície interior que reflecteix les ones d'una freqüència específica, quan l'ona que és ressonant amb la cavitat entra rebota amb petites pèrdues (Vegeu ona estacionària). Com més energia en forma d'ones entra a la cavitat es recombina i reforça amb les ones que ja hi són incrementant la seva intensitat.

#### Exemples
Alguns exemples de cavitats ressonants serien: el tub d'una flauta, la caixa d'un violí (que seria un exemple de Ressonància de Helmholtz) o un magnetró d'un forn microones (Vegeu klystron).
La cavitat d'un magnetró és un tub de buit amb un filament al centre d'una cambra circular i lobulada buida. Hi ha un camp magnètic perpendicular creat per un imant permanent que provoca que els electrons, que són atrets per la part contrària de la cambra (relativament positiva), segueixin un camí en espiral en comptes d'anar directament cap a l'ànode. Espaiades entorn la cambra hi ha un seguit de cavitats cilíndriques que són obertes i, per tant, comunicades amb la cavitat comuna. Quan els electrons passen per aquestes obertures indueixen un camp ressonant alta freqüència a la cavitat, que al seu torn fa que els electrons s'agrupin. Una part d'aquest camp s'extreu amb una antena curta que és connectada a una guia d'ones (un tub de metall, normalment de secció rectangular). La guia d'ones dirigeix l'energia de radiofreqüència cap al dispositiu on s'utilitzarà, que podria ser la cambra de cocció d'un forn microones o a l'antena d'un radar.
A un làser, la llum és amplificada a una cavitat ressonant que és composta habitualment per dos o més miralls. Així tenim una cavitat òptica ressonant que reflecteix a les seves parets les ones electromagnètiques (la llum en aquest cas). Això permet que hi hagi ones estacionàries amb poca pèrdua fora de la cavitat.